# Rudolf Kreutz
Rudolf Kreutz (11. října 1857 Telč – 22. dubna 1927 Brno) byl český pedagog a archeolog, autor publikací z oboru dějepisu a astronomie.

## Biografie
Rudolf Kreutz se narodil v roce 1857 v Telči, absolvoval nižší gymnázium v Havlíčkově Brodě a následně roku 1878 absolvoval vyšší gymnázium v Hradci Králové, ve studiu pokračoval mezi lety 1878 a 1884 na Filozofické fakultě Karlovy univerzity v Praze, kde také roku 1884 získal pedagogickou aprobaci k výuce zeměpisu a dějepisu. V roce 1886 pak získal také aprobaci pro výuku filozofické propedeutiky. Po dokončení vzdělání rok pracoval jako neplacený pedagog na gymnáziu v Žitné ulici v Praze. V roce 1885 odešel do Olomouce, kde pracoval jako suplent na českém gymnáziu, tam pracoval do roku 1888, kdy odešel na pozici suplenta na Gymnázium v Třebíči. Následně od roku 1894 do roku 1905 pak působil v pozici gymnaziálního profesora na Gymnáziu v Přerově a od roku 1905 až do odchodu do důchodu v roce 1922 působil na reálném gymnáziu v Brně. Zemřel v roce 1927 a je pohřben na Ústředním hřbitově v Brně.
Věnoval se kromě výuky také publikační práci, publikoval např. ve Věstníku českých profesorů, napsal také monografie Hvězdářství a Husitské války. Byl také hlavním redaktorem textu o okresu Přerov v rámci Vlastivědy moravské.